# Кристен Нигард
Кристен Нигард (норв. Kristen Nygaard, 27. август 1926 — 10. август 2002) био је норвешки научник из области рачунарства, политичар и један од зачетника објектно-оријентисаног програмирања који је 2001. године, заједно са Оле-Јоханом Далом, добио Тјурингову награду.